# Producto nacional bruto

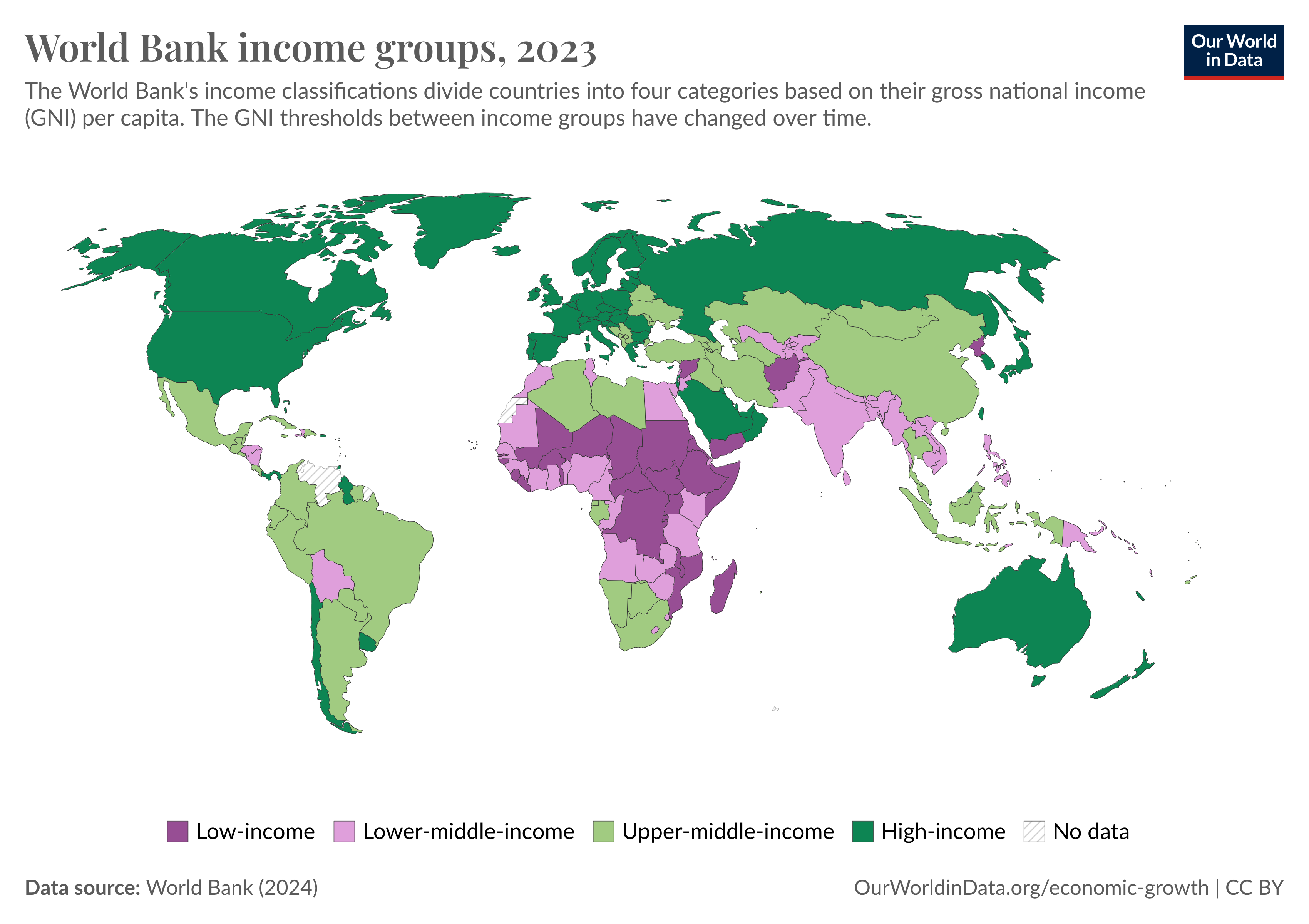
Mapa de países por grupos de ingresos, basado en su renta nacional bruta per cápita en 2023, según el Banco Mundial.
Alta
Media alta
Media baja
Baja
Sin información

El producto nacional bruto de un país se define como el conjunto de bienes y servicios finales producidos por sus factores de producción y vendidos en el mercado durante un periodo dado, generalmente un año.

## Diferencias entre PIB y PNB
La diferencia entre el producto interno bruto (PIB) y el producto nacional bruto (PNB) procede de la medición de la producción que hacen ambos: mientras que el PIB cuantifica la producción total llevada a cabo en un país, independiente de la residencia del factor productivo que la genera; en el PNB por el contrario, solo se incluyen los productos o servicios obtenidos por factores productivos residentes en el país de medición. A título de ejemplo si una cantante, residente en los Países Bajos, se desplaza hasta España y da un concierto en este país, este servicio se incluirá en el PIB de España y no en el de Países Bajos. Por el contrario se incluirá en el PNB de los Países Bajos, su país de residencia, pero no en el de España.
En todas las economías reales, las dos medidas difieren (aunque en la mayoría de los países esta diferencia es muy pequeña) debido a que una parte de la producción interna es propiedad de extranjeros y una parte de la producción externa constituye ingreso para los residentes nacionales. Así, parte del ingreso recibido por el trabajo en la economía interna en realidad les pertenece a extranjeros. Esto puede apreciarse con más facilidad si en la economía nacional se emplea a trabajadores extranjeros. Al mismo tiempo, puede haber residentes nacionales que reciban parte de su ingreso del exterior. Ellos mismos pueden trabajar en el extranjero, o bien ser dueños de acciones de empresas extranjeras. El PIB mide el ingreso de los factores de producción al interior de los límites de la nación, sin importar quién percibe el ingreso. El PNB mide el ingreso de los residentes en la economía, sin importar si el ingreso proviene de la producción interna o del resto del mundo.
Supongamos, por ejemplo, en un país (Argentina) del que estamos midiendo su PIB y su PNB, parte de la producción del país proviene de un pozo petrolero que es propiedad de un inversionista extranjero residente en el país (EE.UU). El ingreso obtenido en el pozo petrolero no fluye hacia los residentes nacionales del país (Argentina), sino a su propietario extranjero. Como la producción de petróleo se realiza dentro del territorio nacional de Argentina, constituye parte de su PIB. Sin embargo, el ingreso por concepto de ese petróleo no se cuenta en el PNB de Argentina, sino en el PNB del país (EE.UU) donde reside el inversionista petrolero. Por este concepto el PIB del país (Argentina) es, por lo tanto, mayor que su PNB. Inversamente, supongamos que un inversionista residente en Italia es dueño de una acción de una empresa del país (España). El dividendo que cobra el accionista que reside en Italia, forma parte del PNB del país Italia, pero no de su PIB, por este hecho el PNB del país (Italia) es mayor que su PIB.

## Cálculo
El cálculo de PNB, se hace a partir del PIB, que es la magnitud originaria.
- En economías cerradas, es decir economía que no tienen ningún contacto con el resto del mundo, el PNB coincide con el producto interno bruto (PIB).
- En economías abiertas al exterior podemos obtener el PNB a través del PIB, a partir de la siguiente relación:

| Símbolo              | Nombre |
| -------------------- | --- |
| {\displaystyle PNB}  | Producto nacional bruto |
| {\displaystyle PIB}  | Producto interno bruto |
| {\displaystyle RnRM} | Diferencia entre rentas primarias generadas fuera del territorio nacional por residentes y rentas primarias generadas en el interior que serán percibidas por no residentes |

En definitiva como ya se ha mencionado para obtener el PNB, hay que sumarle al PIB, la renta de los factores nacionales obtenidas en el extranjero (salarios, intereses, beneficios etc) y restarle la renta que los factores extranjeros han obtenido en el país de cálculo.
PIB también lo podemos ver de esta manera :
| Símbolo             | Nombre                      |
| ------------------- | --------------------------- |
| {\displaystyle PIB} | Producto interno bruto      |
| {\displaystyle C}   | Consumo de las familias     |
| {\displaystyle I}   | Inversiones de las empresas |
| {\displaystyle G}   | Gastos del gobierno         |
| {\displaystyle X}   | Ventas al exterior          |
| {\displaystyle M}   | Compra al exterior          |